# チェイ・チェッタ2世
チェイ・チェッタ2世（チェイ・チェッタ2せい、クメール語:ជ័យជេស្ឋាទី២、1579年‐1627年）はカンボジアの国王（在位：1619年‐1627年）。

## 略歴
チェイ・チェッタ2世は父のバロム・リヤチヤ7世と共に、1594年にシャム・カンボジア戦争（英語版）により、アユタヤに捕虜として連行された。
1601年に政治に関心を持たない国王ケオ・ファー1世を憂いたテヴィクサットレイ王女（英語版）により父バロム・リヤチヤ7世の帰還が要請され、1602年にはバロム・リヤチヤ7世が国王に即位した。しかしチェイ・チェッタ2世はアユタヤに実質の人質とて拘束され、バロム・リヤチヤ7世の幾度かの帰還要請をしたが許可されることはなかった。チェイ・チェッタ2世は、1605年にアユタヤで5年間を僧として過ごしたあと還俗するとナレースワン王からに象狩りを命令されラオスに移動したが、隙をついてカンボジアに逃亡し同年にナレースワンは死亡した。帰国後まもなく東部地方の反乱の鎮圧を命令され鎮圧した。1618年に広南国のグエン氏の娘と結婚し、翌年1619年にバロム・リヤチヤ7世から譲位されチェイ・チェッタ2世は国王に即位した。1620年頃に首都をロンヴェーク（英語版）からウドン に遷都させた。1622年にアユタヤのソンタム王が攻めてきた。アユタヤ軍、カンボジア軍、双方7万人ほどの軍で、ポーサットに陣を置いたアユタヤ軍はカンボジア軍の奇襲を受けアユタヤ軍は大敗し、300人ほどの兵を連れて撤退した。
1627年に49歳でチェイ・チェッタ2世は死亡した。